# Glossolepis multisquamata
Glossolepis multisquamata är en fiskart som först beskrevs av Weber och De Beaufort 1922.  Glossolepis multisquamata ingår i släktet Glossolepis och familjen Melanotaeniidae. IUCN kategoriserar arten globalt som livskraftig. Inga underarter finns listade i Catalogue of Life.